# 松島町 (高松市)
松島町（まつしまちょう）は、香川県高松市中心部の町丁。郵便番号は760-0068。大部分が住居表示に関する法律に基づく住居表示実施地区で、実施地区には一丁目〜三丁目が存在する。

## 地理
高松市役所より1.8km、高松市中心部の東端に位置する御坊川河口の沖積地で、松島町一丁目と松島町二丁目は杣場川から御坊川の左岸にかけて、松島町三丁目と松島町は右岸に広がる一帯である。
浜街道と呼ばれた旧志度街道沿いに発達した町で、松島町一丁目と松島町二丁目がことでん志度線、杣場川、市道瓦町松島線に囲まれ、松島町三丁目は御坊川を隔ててそこから県道155号牟礼中新線まで、松島町は同線以南を指す。
2010年国勢調査による人口は3053人（男1458人/女1595人）、世帯数は1586世帯、面積は53万4849.47m2、人口密度は5708.1人/km2。公立小学校・中学校の校区は全域が高松第一小学校・中学校（小中一貫）に属している。
町内における都市計画法に基づく用途地域は、国道11号または市道松島町8号線（旧志度街道）沿い及びそれ以北の地域並びに旧県道10号線及び県道155号牟礼中新線沿いが容積率300%、建ぺい率80%の近隣商業地域、三丁目のうち国道11号に面した街区及びそれ以北の地域が容積率200%、建ぺい率60%の準工業地域、それ以外の地域が容積率200%、建ぺい率60%の第一種住居地域である。

### 河川
- 御坊川
- 杣場川

### ○丁目表記・非表記混在現象
町内の大部分では住居表示が実施されており、これらの地区では「松島町」の後に一丁目から三丁目が付くが、南部地区（県道155号牟礼中新線以南の地域）では住居表示が実施されずに残され、同地区では「松島町」の後には何も付かずに直接地番を表記する。また、これらの地域の郵便番号は共通である。
高松市の場合、松島町のように一つの町丁内部における○丁目表記・非表記の混在現象は、すなわち住居表示の実施区域と非実施区域の混在と同義である。市内で同様の例としては塩上町や藤塚町があるが、両町の場合は直前に戦災復興土地区画整理事業に伴う地番整理が行われており、その後一部が住居表示が実施されずに残ったものであるが、松島町南部地区の場合は地番整理も行われていないため両町とは事情が異なる。

## 歴史
町域の大部分は元々香川郡東浜村大字東浜の一部であったが、1921年（大正10年）1月1日に東浜村が高松市へ合併した際、大字東浜の区域は3つに分割され、その1町として松島町が新設された。この時の町域は現在よりも広く、現に当町の北側に位置する「松福町」は松島町と福岡町の合成地名であり、町域には両町のかつての町域を含んでいた。
1945年（昭和20年）7月4日未明にはアメリカ軍による無差別絨毯爆撃「高松空襲」を受け、町内の多くが灰燼に帰した。空襲で壊滅的な被害を受けた高松市中心部では大部分で土地区画整理事業（戦災復興土地区画整理事業）が施行され、松島町も西部がその第二工区として区画整理の対象となった。この区画整理によって現在の国道11号や市道朝日町仏生山線を始めとした幹線道路や多くの街路が新設・拡幅された。この第二工区における区画整理事業の完工となる換地処分は1970年（昭和45年）5月19日である。
1964年（昭和39年）、町内の大部分で住居表示が実施され、ことでん志度線以北の町域が松福町一丁目〜二丁目に、その他一部が福岡町一丁目〜四丁目、多賀町一丁目〜三丁目へそれぞれ編入の上、住居表示実施地区の全域には一丁目〜三丁目が設置された。その後、それまで住居表示が未実施だった地区の一部でも住居表示が実施され、観光町字川下及び木太町字洲端道下の各一部が三丁目に編入された。

## 主要施設
掲載順は住居表示による街区符号・住居番号順
| - ことでん今橋駅 - 四電工本店 - 高松松島町郵便局 - 高松中央高校幼稚園 - 高松中央高等学校 - 四国電力松島変電所 - 高松市こども未来館（たかまつミライエ） - 香川県高松合同庁舎 - 香川県立高松商業高等学校 | - 向良神社 - 高松信用金庫花園支店今橋出張所 - 高松北警察署松島町交番 - ことでん松島二丁目駅 - ラウンドワンスタジアム高松店 - 高松市松島北公園 - 高松市松島中公園 - 高松市立高松第一小学校・中学校 - 高松市松島公園 - 松島神社 | - 四国電力東浜変電所 - ダイソー&アオヤマ高松松島店 - 覚善寺 - 百十四銀行東支店 - 市立松島保育所 - 高松市松島東公園 | - 県営住宅松島団地 |